# Arjona pusilla
Arjona pusilla là một loài thực vật có hoa trong họ Schoepfiaceae. Loài này được Hook.f. mô tả khoa học đầu tiên năm 1846.